# Hadrokolos pritchardi
Hadrokolos pritchardi là một loài ruồi trong họ Asilidae. Hadrokolos pritchardi được Martin miêu tả năm 1959. Loài này phân bố ở vùng Tân Bắc giới.